# 신칼뱅주의
신칼뱅주의(Neo-Calvinism, neocalvinisme, 네오 칼비니슴)란 네덜란드에서 시작된 칼빈주의 한 형태이다. 네덜란드 총리이며 신학자인 아브라함 카이퍼, 헤르만 바빙크, 그리고 스킬더를 중심으로 시작된 운동이다. 모든 창조영역에서 하나님의 주권을 강조하는 칼빈주의 신학체계이다. 신학자 브래트(James Bratt)는 네덜란드 교회를 몇가지로 유형을 정하였다. 분리주의자, 고백주의자, 신칼빈주의자, 긍정주의자와 부정주의자들이다. 분리주의자들은 주로 타락후선택설을 신칼빈주의자들은 타락전 선택설을 지지한다. 아브라함 카이퍼는 경건주의적 교회를 깨우면서 다음과 같이 선언하였다.
우리의 정신적 세계의 단 한 부분도 나머지 부분과 떨어져 있지 않으며, 그리스도의 주권적 통치가 인간존재의 모든 면에서 실행되지 않는 곳은 없다. 내것이라고 울부짖지 말라!’

일반은총도 하나님의 작정에 포함하여 개혁신학의 이해를 확장하였고 일반은총의 강조가 칼뱅주의의 발전을 줄것으로 보았다.

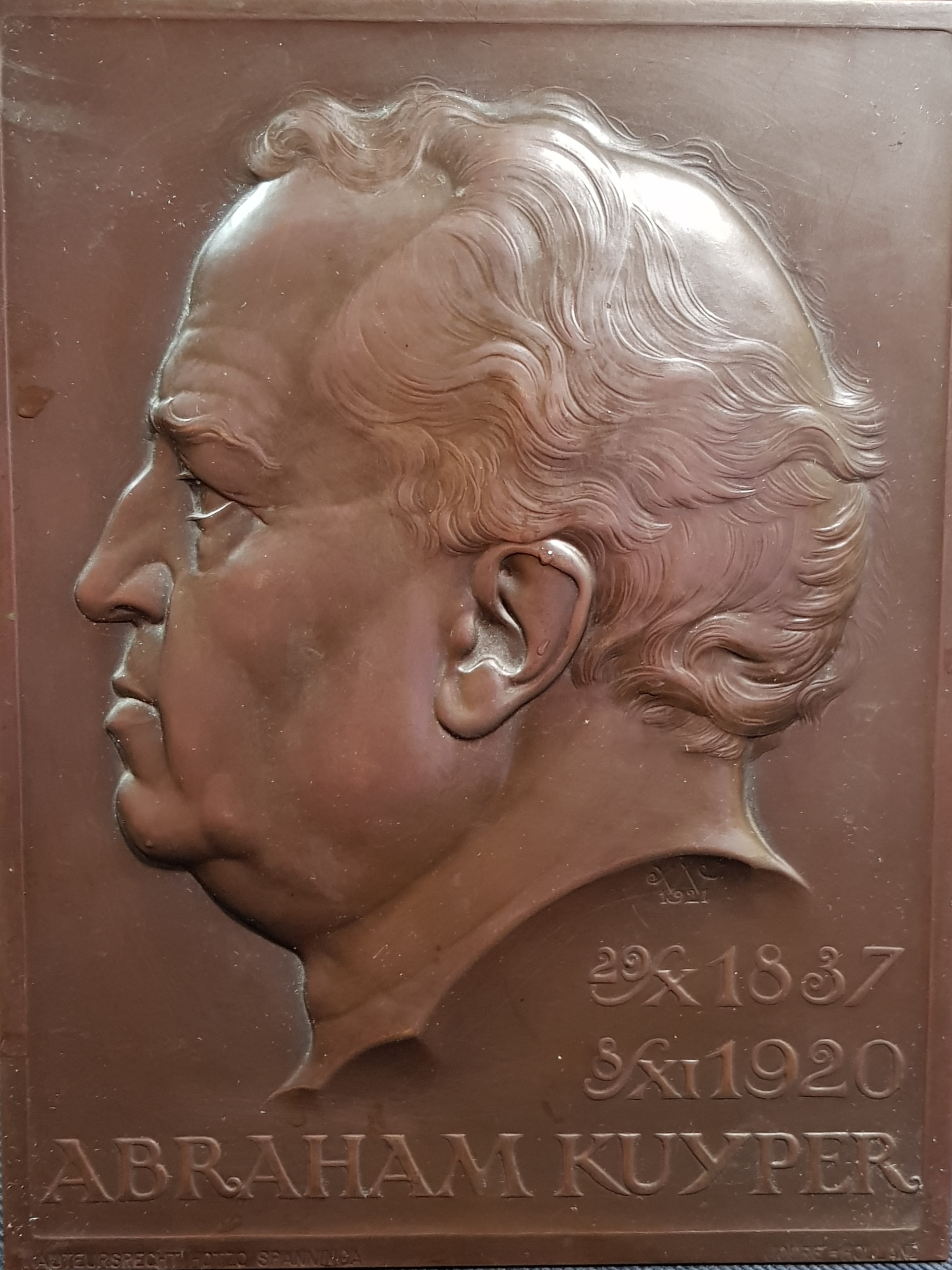
네덜란드의 수상이며 화란 자유대학의 설립자 아브라함 카이퍼 박사

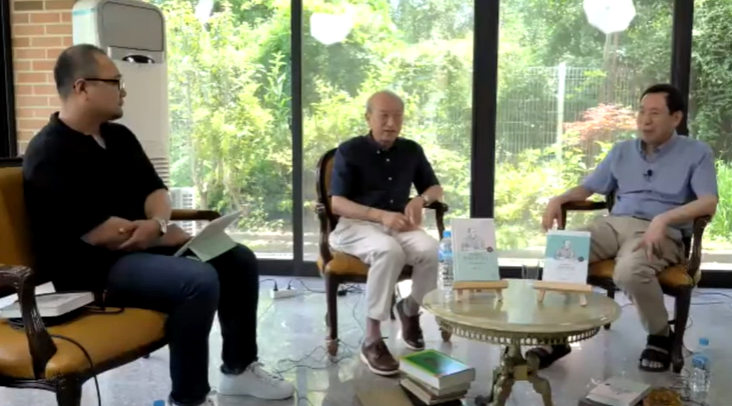
카이퍼의 세계관 대담, 신국원 박사, 강영안 박사, 이웅석 다함출판사 대표

## 신칼뱅주의 용어
이 용어는 아브라함 카이퍼가 만든 용어가 아니다. 카이퍼 신학에 대하여 비판자였던 교회사가 Cornelis Bonnes Hylkema(1870-1948), 구약학자 B. D Eerdmans(1868-1948 )에 의해 사용되었다고 한다. C B Hylkema가 1911년에 구-신 칼뱅주의: 비교 역사 연구(Oud-en nieuw calvinisme: een vergelijkende geschiedkundige studie(Haarlem : H.D. Tjeenk Willink & Zoon, 1911)라는 책에서 쓰기 시작되었다. 이 후에 미국을 비롯한 여러 국가에서 차츰 사용되었다.

## 신칼빈주의의 강조점
- 예수 그리스도는 모든 피조물의 주인이시다.
- 모든 생명은 구속받아야 된다는 사상
- 그리스도 안에서만 참된 하나님의 지식이 있다.
- 영역주권을 강조
- 일반 은총 강조
- 문화명령- 창조물을 개발하고 발전시켜야 한다.
- 반정립 개념-하나님의 왕국과 어두움의 왕국사이에 투쟁
- 이원론 거부
- 전제주의적 변증
- 기독교 세계관 강조
- 율법을 넘어서 하나님의 의해 세워진 창조질서(모든 것들을 포함한)
- 구조와 방향- 하나님의 율법이해와 하나님에 대한 인간의 심성

## 신칼뱅주의자들
아브라함 카이퍼, 헤르만 바빙크, 그리고 스킬더로 시작하여 그들의 제자 신학자들이 신칼뱅주의자들로 활동하였다. 대표적인 학자들로 바빙크의 후임자로 조직신학자 헤프 (v. hepp,1879-1950), F. W. 흐로스헤이더(f. w. grosheide, 1881-1972 - 자유대학교 신약학교수)와 흐레이다누스(s. greijdanus, 1871- 1948 -깜뻔신학교 신약학교수),  드 흐라프(s. de graaf,1889-1955/ 헤르만 도예베르트(h. dooyeweerd, 1894-1977, 폴렌호번(d. th. vollenhoven,1892-1978)등이 있다.

## 같이 보기
- 아브라함 카이퍼
- 클라스 스킬더
- 헤르만 바빙크
- 헤르만 도예베르트
- 니콜라스 월터스토프
- 하윌라우머 흐룬 판 프린스테러르
- 디르크 볼렌호븐
- 리차드 마우
- 기독교 세계관
- 기독교 문화
- 일반 은총
- F. W. 흐로스헤이더
- 뉴 칼비니즘

## 신칼뱅주의 연구소와 기관들
- Arrowhead Christian Academy in Redlands, California
- 캘빈 대학교, Grand Rapids, 미시간
- The Center for Public Justice
- Dordt College, Sioux Center, IA, USA.
- 암스테르담 자유 대학교, The Netherlands
- Theological University of the Reformed Churches in Kampen, the Netherlands
- Institute for Christian Studies, Toronto, CA
- Kuyper College
- Geneva College, Beaver Falls, PA
- Covenant College, Lookout Mtn, GA
- Redeemer University College, Ancaster, ON, CA
- Trinity Christian College, Palos Heights, IL
- The Kings College, Edmonton, Alberta, CA

## 참고 문헌
- Bratt, James (1984) [Eerdmans], Dutch Calvinism in Modern America, Wipf and Stock.

——— (1997), "The Dutch Schools", in Wells, David F, Reformed Theology in America, Baker.
- Bavinck, Herman, 《Reformed Dogmatics》.
- Kuyper, Abraham, 《Calvinism: Stone Lectures》.
- Bahnsen, Greg, By This Standard.
- Rushdoony, R.J., The Institutes of Biblical Law.
- Rutherford, Samuel, Lex Rex.